# Angela Carter
Pour les articles homonymes, voir Carter.
Œuvres principales
- Le Magasin de jouets magique
- La Compagnie des loups

Angela Carter, née le 7 mai 1940 à Eastbourne et morte le 16 février 1992 à Londres, est une romancière et journaliste anglaise, connue pour ses œuvres de réalisme magique féministe et de science-fiction postmoderne.

## Biographie
Née Angela Olive Stalker à Eastbourne, en 1940, elle est évacuée pour vivre dans le Yorkshire avec sa grand-mère maternelle. À l'adolescence, elle souffre d'anorexie. Elle commence à travailler comme journaliste au Croydon Advertiser, suivant les traces de son père, journaliste lui aussi. Elle s'inscrit à l'Université de Bristol où elle étudie la littérature anglaise.
Ses romans et nouvelles révèlent l'influence de sa mère, visible par exemple dans les références shakespeariennes de son roman Bien malin qui connaît son père (Wise Children, 1991). Elle entend aussi se réapproprier les écrits d'auteurs masculins tels que le marquis de Sade avec son pamphlet féministe La Femme sadienne (The Sadeian Woman and the Ideology of Pornography, 1979), Villiers de l'Isle-Adam dans La Passion de l'Ève nouvelle (The Passion of New Eve, 1977) et Charles Baudelaire dans sa nouvelle Vénus noire (Black Venus, 1985), entre autres grands noms de la littérature. Mais la tradition matriarcale du conte oral la fascine également et elle récrit plusieurs contes merveilleux pour son recueil de nouvelles La Compagnie des loups (The Bloody Chamber), y compris Le Petit Chaperon rouge.
Elle se marie à deux reprises, la première en 1960 avec Paul Carter. Ils divorcent après 12 ans de mariage. Auparavant, en 1969, Angela Carter utilise l'argent de son prix Somerset-Maugham, reçu pour le roman Le Théâtre des perceptions (Several Perceptions), afin de quitter son mari et de voyager au Japon, vivant pendant deux ans à Tokyo et affirmant qu'alors elle « apprend ce qu'est être une femme et se radicalise » (Nothing Sacred, 1982). Elle écrit des articles sur son séjour pour New Society, fait paraître le roman de science-fiction post-apocalyptique Heroes and Villains(1969) et un recueil de nouvelles, Feux d'artifice (Fireworks, 1974). On peut trouver des traces de ses expériences au Japon dans Les Machines infernales du Docteur Hoffman (The Infernal Desires Machines of Doctor Hoffman, 1972). Roland Barthes, qui relate son expérience dans L'Empire des signes (1970), s'y trouvait à la même époque.
Elle part ensuite explorer les États-Unis, l'Asie et l'Europe, aidée par sa maîtrise du français et de l'allemand. Elle passe la plupart des années 1970 et 1980 en tant qu'écrivaine résident dans des universités, dont l'université de Sheffield, l'université Brown, l'université d'Adélaïde et l'université d'East Anglia. En 1977, Angela Carter prend pour second époux Mark Pearce.
En plus d'être une romancière et une nouvelliste prolifique, Carter signe en outre des ouvrages de littérature d'enfance et de jeunesse, notamment Drôle de chats (Martin Leman’s Comic and Curious Cats, 1979), et de nombreux articles pour The Guardian, The Independent et le New Statesman, recueillis dans Shaking a Leg (1997). Elle écrit aussi pour la radio, y adaptant plusieurs de ses nouvelles et deux pièces radiophoniques originales sur Richard Dadd et Ronald Firbank. Deux de ses récits sont adaptés au cinéma, La Compagnie des loups par Neil Jordan (1984) et The Magic Toyshop (1987) par David Wheatley. Elle participe étroitement à l'adaptation des deux films, dont les scénarios sont réunis dans The Curious Room (1996) avec les textes de ses pièces radiophoniques, le livret d'un opéra d'après Orlando de Virginia Woolf, et un scénario inédit intitulé The Christchurch Murders, inspiré du même fait divers que le film de Peter Jackson, Créatures célestes (Heavenly Creatures).
Atteinte d'un cancer du poumon, Angela Carter meurt à l'âge de 51 ans en 1992.
Margaret Atwood la décrit ainsi dans la notice nécrologique de l'Observer : « Elle était tout sauf sectaire. Rien, pour elle, n'avait de couleur tranchée : elle voulait savoir tout sur tout le monde, chaque endroit et chaque mot. Elle savourait la vie et le langage passionnément, et se délectait de la diversité. »

## Œuvre

### Romans
- La Danse des ombres, Christian Bourgois, 1998 ((en) Shadow Dance, 1966)republié sous le titre Honeybuzzard
- Le Magasin de jouets magique, Christian Bourgois, 1999 ((en) The Magic Toyshop, 1967)Prix Somerset-Maugham Réédition : Christian Bourgois, coll. « Titres » no 202, 2018  (ISBN 978-2-267-03074-7)
- Le Théâtre des perceptions, Christian Bourgois ((en) Several Perceptions, 1968)Réédition : 10/18, coll. « Domaine étranger » no 3537, 2003  (ISBN 2-264-03294-4)
- (en) Heroes and Villains, 1969
- Love, Christian Bourgois, 1997 ((en) Love, 1971) Réédition : Christian Bourgois, coll. « Titres » no 200, 2018  (ISBN 978-2-267-03072-3)
- Les Machines infernales du Docteur Hoffman, Les Éditions de l'Ogre, 2016 ((en) The Infernal Desire Machines of Doctor Hoffman, 1972)Réédition anglaise en 1977 sous le titre The War of Dreams
- La Passion de l'Ève nouvelle, Seuil, 1982 ((en) The Passion of New Eve, 1977)
- Des nuits au cirque, Seuil, 1988 ((en) Nights at the Circus, 1984)Prix James Tait Black
- Bien malin qui connaît son père, Christian Bourgois, 1997 ((en) Wise Children, 1991) Réédition : Christian Bourgois, coll. « Titres » no 201, 2018  (ISBN 978-2-267-03077-8)

### Recueils de nouvelles
- Feux d'artifice, Presses de la Renaissance, 1989 ((en) Fireworks: Nine Profane Pieces, 1974)
- La Compagnie des loups, Seuil, 1985 ((en) The Bloody Chamber and Other Stories, 1979)Réédition : Seuil, coll. « Points. Nouvelles » no 444, 1997  (ISBN 2-02-033158-6)
- Vénus noire, Christian Bourgois, 2000 ((en) Black Venus, 1985)republié en 1987 sous le titre Saints and Strangers Réédition : Christian Bourgois, coll. « Titres » no 203, 2018  (ISBN 978-2-267-03071-6)
- (en) American Ghosts and Old World Wonders, 1993
- (en) Burning Your Boats: The Collected Short Stories, 1995

### Œuvres dramatiques
- (en) Come Unto These Golden Sands: Four Radio Plays, 1985
- (en) The Curious Room: Plays, Film Scripts and an Opera, 1996Comprend les scénarios de La Compagnie des loups et The Magic Toyshop ; reprend l'intégralité de Come Unto These Golden Sands: Four Radio Plays.

### Ouvrages de littérature d'enfance et de jeunesse
- (en) The Donkey Prince, 1970
- (en) Miss Z, the Dark Young Lady, 1970
- Drôles de chats, Centurion, 1979 ((en) Martin Leman’s Comic and Curious Cats, 1979)
- (en) The Music People, 1980
- (en) Moonshadow, 1982
- (en) Sleeping Beauty and Other Favourite Fairy Tales, 1982
- (en) Sea-Cat and Dragon King, 2000

### Essais
- La Femme sadienne, Veyrier, 1979 ((en) The Sadeian Woman and the Ideology of Pornography, 1979)
- (en) Nothing Sacred: Selected Writings, 1982
- (en) Expletives Deleted: Selected Writings, 1992
- (en) Shaking a Leg: Collected Journalism and Writing, 1997

## Éditions d'ouvrages
- (en) Wayward Girls and Wicked Women: An Anthology of Subversive Stories, 1986
- (en) The Virago Book of Fairy Tales, 1990aussi connu sous le nom The Old Wives' Fairy Tale Book
- (en) The Second Virago Book of Fairy Tales, 1992aussi connu sous le nom Strange Things Still Sometimes Happen: Fairy Tales From Around the World (1993)
- (en) Angela Carter's Book of Fairy Tales, 2005

## Filmographie
- 1983 : The Bloody Chamber, court métrage britannique réalisé par Nick Lewin, adaptation par Ross Cramer de la nouvelle éponyme, avec Rupert Everett, Suzanna Hamilton, Judy Parfitt et Terence Stamp
- 1984 : La Compagnie des loups (The Company of Wolves), film britannique réalisé par Neil Jordan, adaptation par Neil Jordan et Angela Carter de sa nouvelle éponyme, avec Sarah Patterson, Angela Lansbury, David Warner et Stephen Rea
- 1987 : The Magic Toyshop, film britannique réalisé par David Wheatley, adaptation par Angela Carter de son roman éponyme, avec Caroline Milmoe, Tom Bell et Kilian McKenna

#### Études
- Bristow, Joseph and Trev Lynn Broughton (eds) (1997), The Infernal Desires of Angela Carter: Fiction, Femininity, Feminism, Essex: Longman.
- Crofts, Charlotte (2003), Anagrams of Desire: Angela Carter's Writing for Radio, Film and Television, Manchester: Manchester University Press.
- Day, Aidan (1998), Angela Carter: The Rational Glass, Manchester and New York, Manchester University Press.
- Lepaludier, Laurent (ed.) (2002), Métatextualité et métafiction, Rennes: Presses universitaires de Rennes.
- Milne, Andrew (2006), The Bloody Chamber d'Angela Carter, Paris: Le Manuscrit Université
- Milne, Andrew (2007), Angela Carter's The Bloody Chamber: A Reader's Guide, Paris: Le Manuscrit Université
- Munford, Rebecca (ed.) (2006), Re-visiting Angela Carter: Texts, Contexts, Intertexts, Basingstoke: Palgrave Macmillan.
- Peach, Linden (1998), Angela Carter, Basingstoke: Macmillan.
- Sage, Lorna (ed.) (1994), Flesh and the Mirror: Essays on the Art of Angela Carter, London: Virago.
- Tucker, Lindsey (ed.) (1998), Critical Essays on Angela Carter, New York: G. K. Hall and Co.
- Waugh, Patricia (1989), Feminine Fictions: Revisiting the Postmodern, London: Routledge.